# Geen kind meer
Geen kind meer is een nummer van de Nederlandse cabaretière en zangeres Karin Bloemen. Het nummer werd uitgebracht op haar album La on Tour uit 1996.

## Achtergrond
Geen kind meer is geschreven door Jan Boerstoel voor een televisieprogramma dat nooit werd gemaakt. Hij bood het vervolgens aan Karin Bloemen aan. Marnix Busstra, de man van Bloemen, schreef hierna de muziek bij het nummer. De tekst van het nummer gaat over de gevoelens van een dochter kort nadat haar moeder is overleden. In 1996 won het nummer de Annie M.G. Schmidt-prijs voor het beste theaterlied van dat jaar. Hoewel het nummer nooit op single verscheen, bleek het door het thema wel populair. Zo staat het sinds het begin van de Radio 2 Top 2000 in 1999 onafgebroken in de lijst, met een 152e plaats in 2007 als hoogste notering.

## Hitnoteringen

### NPO Radio 2 Top 2000
| Nummer met noteringen in de NPO Radio 2 Top 2000 | '99 | '00 | '01 | '02 | '03 | '04 | '05 | '06 | '07 | '08 | '09 | '10 | '11 | '12 | '13 | '14 | '15 | '16 | '17 | '18  | '19  | '20  | '21  | '22  | '23  | '24  |
| ------------------------------------------------ | --- | --- | --- | --- | --- | --- | --- | --- | --- | --- | --- | --- | --- | --- | --- | --- | --- | --- | --- | ---- | ---- | ---- | ---- | ---- | ---- | ---- |
| Geen kind meer                                   | 197 | 413 | 268 | 254 | 263 | 295 | 197 | 161 | 152 | 177 | 209 | 201 | 316 | 392 | 395 | 388 | 476 | 767 | 856 | 1258 | 1352 | 1622 | 1521 | 1782 | 1869 | 1195 |

1. ↑  Een vetgedrukt getal geeft de hoogste notering aan.

### Evergreen Top 1000
| Evergreen Top 1000 "Geen kind meer" | Evergreen Top 1000 "Geen kind meer" | Evergreen Top 1000 "Geen kind meer" | Evergreen Top 1000 "Geen kind meer" | Evergreen Top 1000 "Geen kind meer" | Evergreen Top 1000 "Geen kind meer" | Evergreen Top 1000 "Geen kind meer" | Evergreen Top 1000 "Geen kind meer" | Evergreen Top 1000 "Geen kind meer" | Evergreen Top 1000 "Geen kind meer" | Evergreen Top 1000 "Geen kind meer" | Evergreen Top 1000 "Geen kind meer" | Evergreen Top 1000 "Geen kind meer" | Evergreen Top 1000 "Geen kind meer" | Evergreen Top 1000 "Geen kind meer" | Evergreen Top 1000 "Geen kind meer" | Evergreen Top 1000 "Geen kind meer" |
| Jaar                                | 2008                                | 2009                                | 2010                                | 2011                                | 2012                                | 2013                                | 2014                                | 2015                                | 2016                                | 2017                                | 2018                                | 2019                                | 2020                                | 2021                                | 2022                                | 2023                                |
| ----------------------------------- | ----------------------------------- | ----------------------------------- | ----------------------------------- | ----------------------------------- | ----------------------------------- | ----------------------------------- | ----------------------------------- | ----------------------------------- | ----------------------------------- | ----------------------------------- | ----------------------------------- | ----------------------------------- | ----------------------------------- | ----------------------------------- | ----------------------------------- | ----------------------------------- |
| Positie                             | -                                   | -                                   | -                                   | -                                   | -                                   | -                                   | -                                   | -                                   | 198                                 | 91                                  | 89                                  | 144                                 | 181                                 | 227                                 | 169                                 | 187                                 |